# Peinture murale (Corée du Nord)

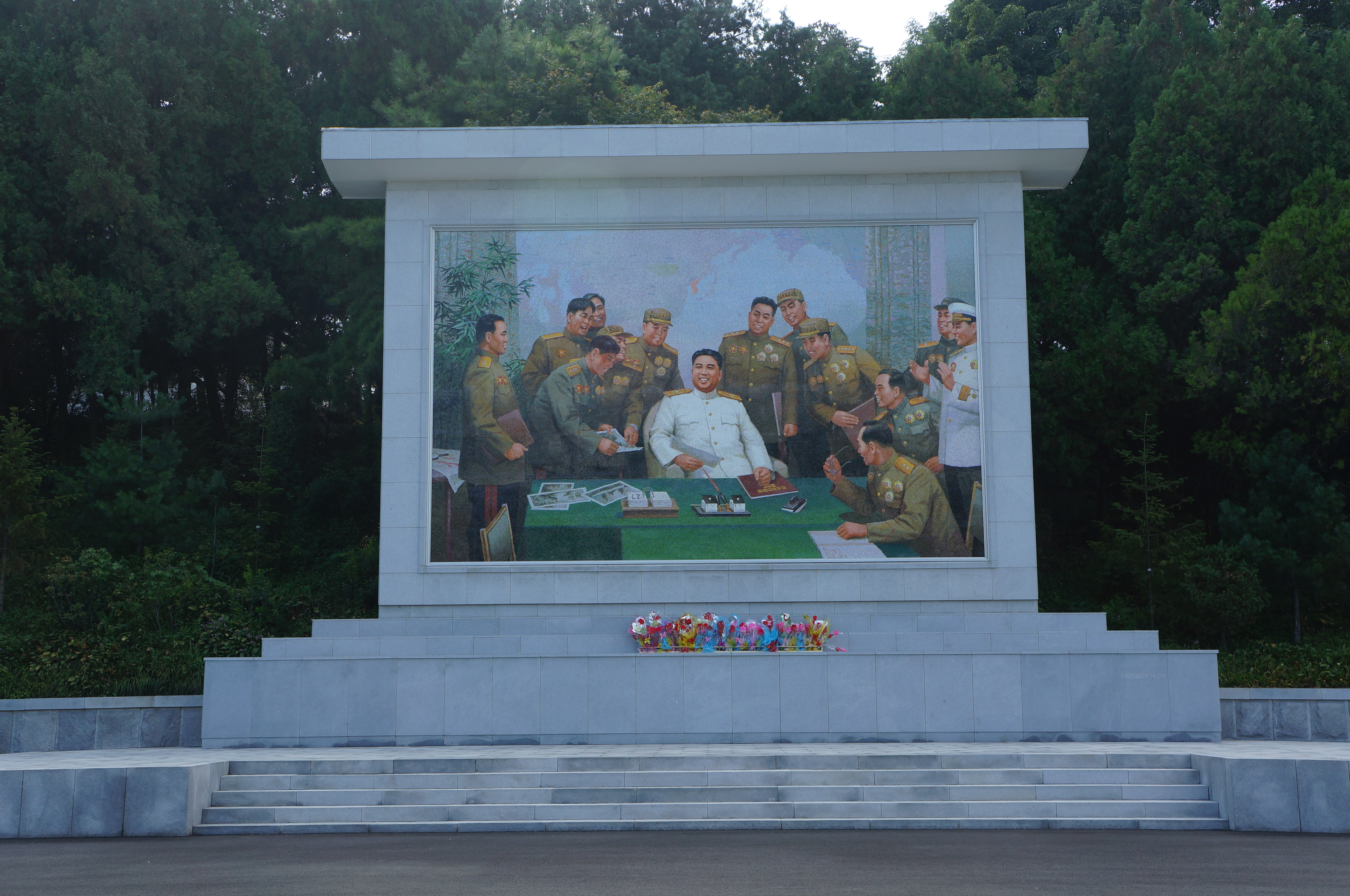
Peinture murale représentant Kim Il-sung avec ses camarades lors de la guerre de Corée, à Pyongyang, en septembre 2013.

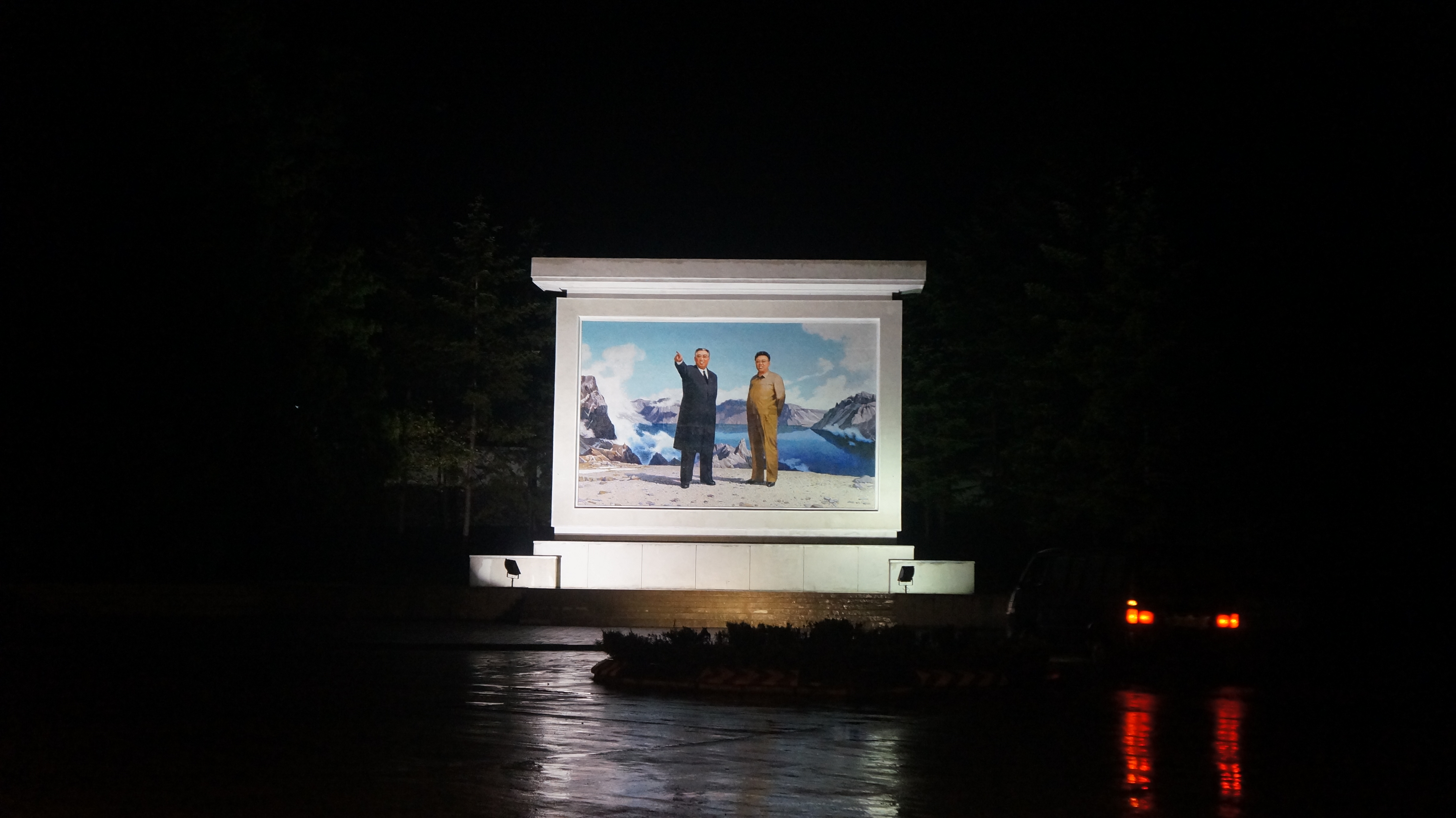
Peinture murale éclairée à Wonsan, en mai 2014.

Une peinture murale est un type de monument en Corée du Nord.

## Histoire
Chaque localité du pays s'est doté avec le temps, conjoitement avec une tour de l'immortalité, d'une peinture murale de Kim Il-sung et Kim Jong-il. Elle n'échappe pas à une sacralisation avec la répression de toute dégradation.  Dans cette volonté de renforcer le culte de la personnalité après dix ans et pour s'aligner avec ses prédécesseurs, les peintures avec Kim Jong-un font aussi leur apparition progressivement avec une première dévoilée le 12 octobre 2022 le représentant donnant un coup de pelle lors de la pose de la première pierre pour une ferme située dans le comté de Hamju,. Ces monuments avec Kim Jong-un se concentrent néanmoins davantage dans des lieux clés et à partir de 2023, se multipliant, ils commencent à représenter le dirigeant actuel au côté de son père et son grand-père. Le quotidien Rodong Sinmun, organe officiel du Parti du travail, publie toutes les deux à trois semaines des articles sur des peintures murales exposés dans certains lieux. Début janvier 2024, la mosaïque intitulée Manpungnyeon est installée à divers endroit de la province de Hwanghae du Sud.

## Structure
Pour résister aux intempéries, ces images géantes sont faites en mosaïque. Elle représentent souvent Kim Il-sung en train de faire la guérilla ou bien éclairant comme un guide.